# Nikolai Egorovici Jukovski
Nikolai Egorovici Jukovski (în rusă Николай Егорович Жуковский) (n. 17 ianuarie 1847, Orehovo - d. 17 martie 1921, Moscova) a fost un matematician rus, unul dintre fondatorii aerodinamicii și hidrodinamicii moderne. Este considerat părintele aviației ruse.
După ce și-a terminat în 1868 studiile de matematică și fizică la Universitatea din Moscova, el a devenit, din 1872, profesor la Școala Tehnică din Moscova. Ca urmare a activității sale științifice de succes în domeniul hidrodinamicii, în 1886 a devenit directorul institutului mecanic nou-creat în acest scop.

## Activitatea științifică
Jukovski a avut preocupări și contribuții atât în plan teoretic (flotabilitate, turbulență), cât și experimental, unde lucrările sale s-au dovedit utile în managementul apei. În jurul anului 1890 a început să se intereseze de domeniul aviației. A făcut experimente cu cilindri rotitori în curenți de aer, pentru a studia efectul Magnus produs de aceștia. Este primul om de știință care a făcut studii privind fluxul curentului de fluid în jurul unui solid.
A fondat primul institut academic de aerodinamică din lume în 1904 la Kachino, în apropiere de Moscova, institut devenit, din 1918, printr-un decret al guvernului sovietic, celebrul de mai târziu Institut Central de Aerodinamică și Hidrodinamică⁠(ru)[traduceți], la conducerea căruia a fost numit.
A fost primul om de știință care a încercat să explice matematic portanța aerodinamică a unui corp care se mișcă printr-un fluid ideal, și primul care a definit forma aerodinamică, cu un profil având drept element esențial un bord de atac rotunjit și partea posterioară aplatizată. În 1902, a construit primul tunel aerodinamic.

## Recunoaștere
În 1920, guvernul sovietic a creat, cu ocazia sărbătoririi a 50 de ani de activitate științifică a lui Jukovski, premiul de Stat al URSS, decernat anual pentru a recompensa cele mai bune lucrări de matematică și mecanică. La aniversarea a 100 de ani de la nașterea savantului, au fost emise două medalii cu efigia sa, pentru a recompensa cele mai bune lucrări în domeniul aeronauticii. Există și o bursă de studii care îi poartă numele.
Există, de asemenea, un muzeu Joukovski, în localitatea cu același nume, Jukovski, lângă Moscova.
În onoarea sa, numele său a fost dat unui crater de pe Lună.
Pe bulevardul Leningrad din Moscova se află un monument ridicat în memoria savantului rus.
Între 1935 și 1950, în Uniunea Sovietică a fost publicată în 25 de volume întreaga operă științifică a savantului rus.

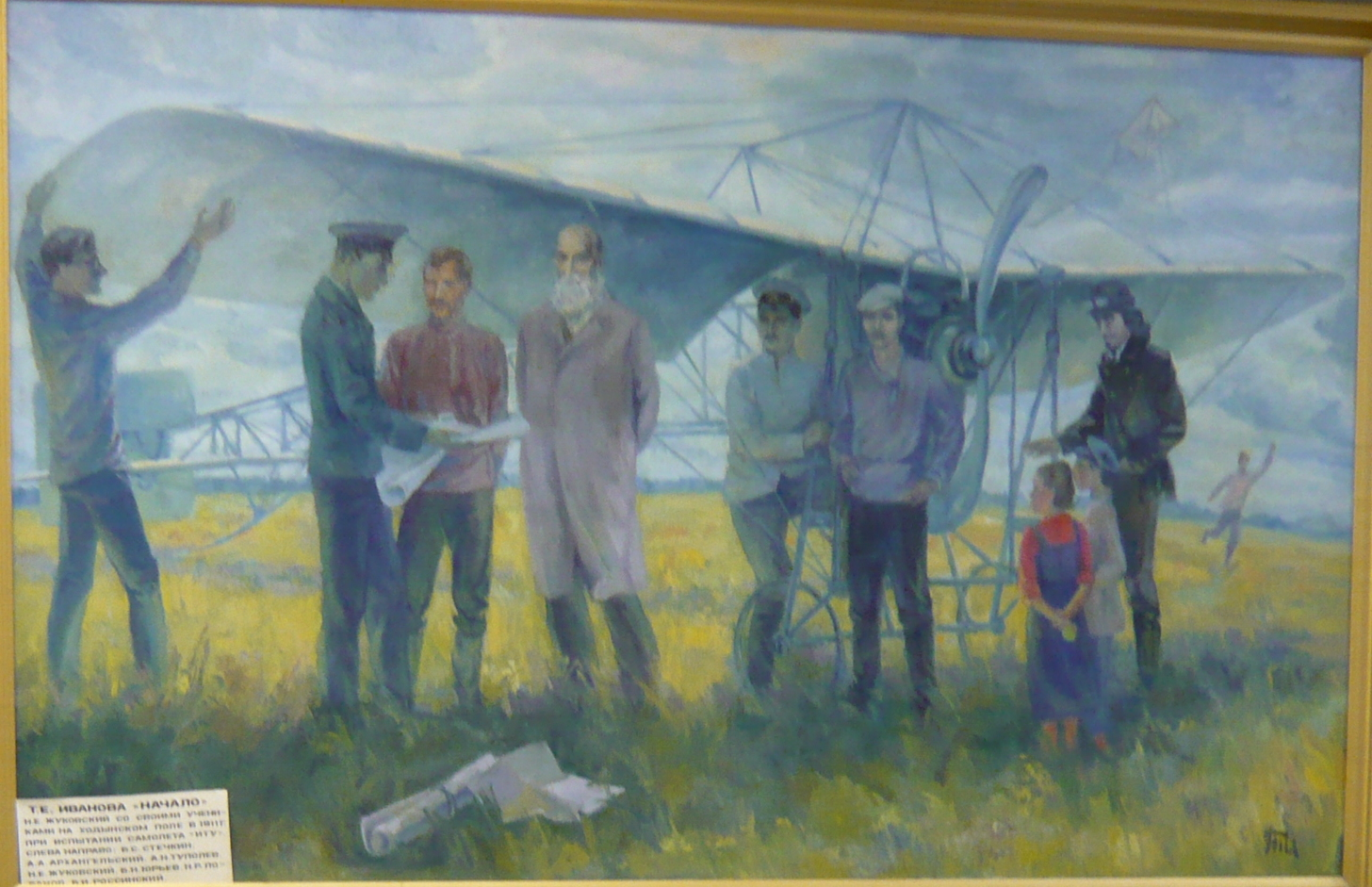
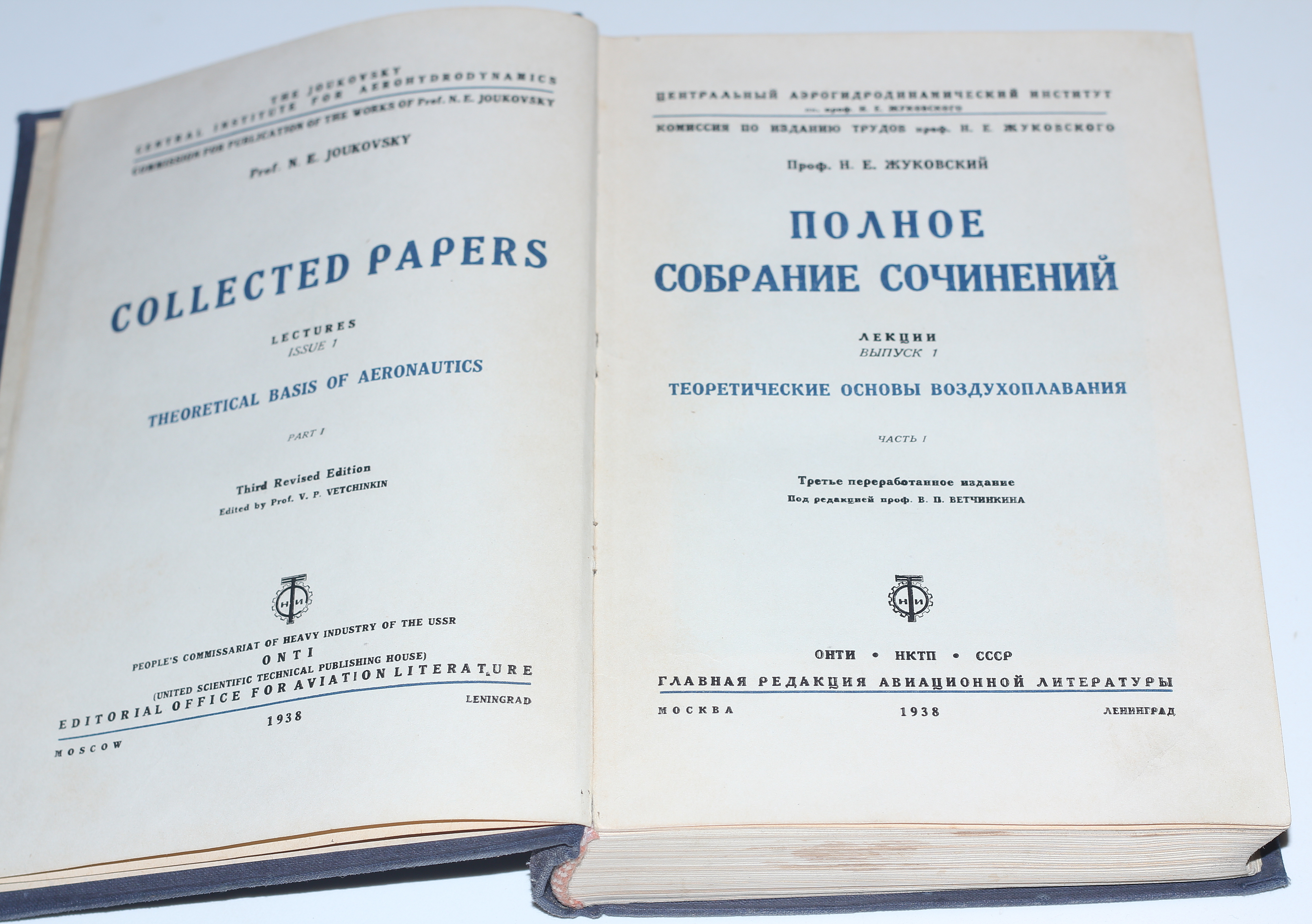
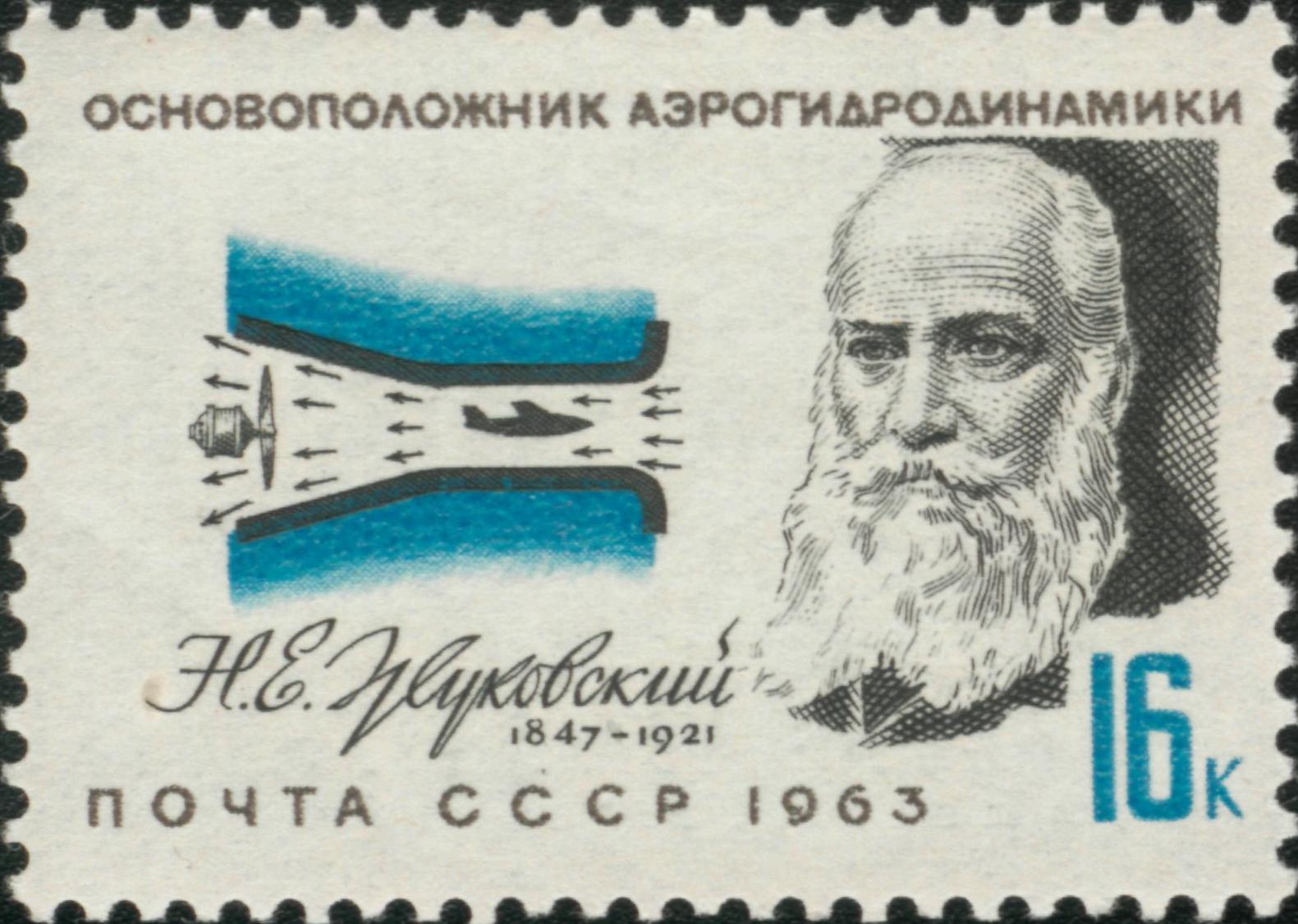

Academia Forțelor Aeriene Jukovski-Gagarin⁠(ru)[traduceți] îi poartă numele.